# Gran Premio de las Naciones de Motociclismo de 1978
El Gran Premio de las Naciones de Motociclismo de 1978 fue la quinta prueba de la temporada 1978 del Campeonato Mundial de Motociclismo. El Gran Premio se disputó el 14 de mayo de 1978 en el Circuito de Mugello.

## Resultados 500cc
En la categoría reina, desde su inicio el dominio de Kenny Roberts fue total. Pat Hennen, después de la retirada de Johnny Cecotto, marcharía tras su traza, mientras el trío Marco Lucchinelli, Steve Baker y Barry Sheene, lucharon por el tercer puesto que cayó en manos del italiano.
| Pos.     | Piloto                | Equipo | Tiempo    | Pts. |
| -------- | --------------------- | ------ | --------- | ---- |
| 1        | Kenny Roberts         | Yamaha | 59' 17" 0 | 15   |
| 2        | Pat Hennen            | Suzuki | +6" 2     | 12   |
| 3        | Marco Lucchinelli     | Suzuki | +35" 5    | 10   |
| 4        | Steve Baker           | Suzuki | +40" 4    | 8    |
| 5        | Barry Sheene          | Suzuki | +51" 4    | 6    |
| 6        | Wil Hartog            | Suzuki | +1' 07" 5 | 5    |
| 7        | Teuvo Länsivuori      | Suzuki | +1' 16" 3 | 4    |
| 8        | Philippe Coulon       | Suzuki | +2' 04" 1 | 3    |
| 9        | Boet van Dulmen       | Suzuki | +2' 04" 7 | 2    |
| 10       | Gianni Rolando        | Suzuki | +1 Vuelta | 1    |
| 11       | Nico Cereghini        | Suzuki | +1 Vuelta |      |
| 12       | Graziano Rossi        | Suzuki | +1 Vuelta |      |
| 13       | Franz Rau             | Suzuki | +1 Vuelta |      |
| 14       | Alex George           | Suzuki | +1 Vuelta |      |
| 15       | Roberto Coli          | Suzuki | +1 Vuelta |      |
| Ret      | Carlo Perugini        | Suzuki | Ret       |      |
| Ret      | Carlos de San Antonio | Suzuki | Ret       |      |
| Ret      | Virginio Ferrari      | Suzuki | Ret       |      |
| Ret      | Lorenzo Ghiselli      | Suzuki | Ret       |      |
| Ret      | Bruno Kneubühler      | Suzuki | Ret       |      |
| Ret      | Johnny Cecotto        | Yamaha | Ret       |      |
| Ret      | Michel Rougerie       | Suzuki | Ret       |      |
| Ret      | Pieraldo Cipriani     | Paton  | Ret       |      |
| Ret      | Steve Parrish         | Suzuki | Ret       |      |
| Ret      | Christian Estrosi     | Suzuki | Ret       |      |
| Ret      | Gregorio Mariani      | Suzuki | Ret       |      |
| Ret      | Jack Findlay          | Suzuki | Ret       |      |
| Ret      | Takazumi Katayama     | Yamaha | Ret       |      |
| Ret      | Børge Nielsen         | Suzuki | Ret       |      |
| DNS      | Sergio Pellandini     | Suzuki | DNS       |      |
| DNQ      | Ermanno Giuliano      | Yamaha | DNQ       |      |
| DNQ      | Sandro Moro           | Suzuki | DNQ       |      |
| DNQ      | Max Wiener            | Suzuki | DNQ       |      |
| DNQ      | Giorgio Gatti         | Yamaha | DNQ       |      |
| DNQ      | Massimo Scafoletti    | Yamaha | DNQ       |      |
| Sources: |                       |        |           |      |

## Resultados 350cc
Doble duelo tanto en 250 y 350cc entre las Kawasaki de Kork Ballington y Gregg Hansford, que se saldaron las dos con la victoria del sudafricano. El japonés Takazumi Katayama acabó tercero.
| Pos. | Piloto              | Moto            | Tiempo    | Pts. |
| ---- | ------------------- | --------------- | --------- | ---- |
| 1    | Kork Ballington     | Kawasaki        | 54' 08" 0 | 15   |
| 2    | Gregg Hansford      | Kawasaki        | +0" 4     | 12   |
| 3    | Takazumi Katayama   | Yamaha          | +15" 9    | 10   |
| 4    | Michel Rougerie     | Yamaha          | +16" 2    | 8    |
| 5    | Franco Uncini       | Yamaha          | +41" 4    | 6    |
| 6    | Marco Lucchinelli   | Yamaha          | +51" 4    | 5    |
| 7    | Patrick Fernandez   | Yamaha          | +1' 01" 6 | 4    |
| 8    | Olivier Chevallier  | Yamaha          | +1' 04" 9 | 3    |
| 9    | Vic Soussan         | Yamaha          | +1' 24" 5 | 2    |
| 10   | Mario Lega          | Morbidelli      | +1' 35" 9 | 1    |
| 11   | Tom Herron          | Yamaha          | +1' 36" 0 |      |
| 12   | Pentti Korhonen     | Yamaha          | +1' 58" 0 |      |
| 13   | John Dodds          | Yamaha          | +1' 59" 2 |      |
| 14   | Gianfranco Bonera   | Yamaha          | +1 Vuelta |      |
| 15   | Hervé Moineau       | Yamaha          | +1 Vuelta |      |
| 16   | Giovanni Pelletier  | Yamaha          | +1 Vuelta |      |
| 17   | Massimo Matteoni    | Yamaha          | +1 Vuelta |      |
| 18   | Giuseppe Consalvi   | Yamaha          | +1 Vuelta |      |
| 19   | Giorgio Gabellini   | Yamaha          | +1 Vuelta |      |
| Ret  | Jon Ekerold         | Yamaha          | Ret       |      |
| Ret  | Christian Sarron    | Yamaha          | Ret       |      |
| Ret  | Sauro Pazzaglia     | Yamaha          | Ret       |      |
| Ret  | Silvano Ricchetti   | Yamaha          | Ret       |      |
| Ret  | Pablo Scattorali    | Yamaha          | Ret       |      |
| Ret  | Paolo Niccoli       | Yamaha          | Ret       |      |
| Ret  | Felice Agostini     | Yamaha          | Ret       |      |
| Ret  | Walter Migliorati   | Yamaha          | Ret       |      |
| Ret  | Franco Solaroli     | Yamaha          | Ret       |      |
| Ret  | Gianni Rolando      | Yamaha          | Ret       |      |
| Ret  | Pekka Nurmi         | Yamaha          | Ret       |      |
| DNQ  | Richard Hubin       | Yamaha          | DNQ       |      |
| DNQ  | Raffaele Palatiello | Yamaha          | DNQ       |      |
| DNQ  | Franco Marcheggiani | Yamaha          | DNQ       |      |
| DNQ  | Raul Martini        | Yamaha          | DNQ       |      |
| DNQ  | Edoardo Elias       | Yamaha          | DNQ       |      |
| DNQ  | Lorenzo Ghiselli    | Yamaha          | DNQ       |      |
| DNQ  | Pierluigi Conforti  | Yamaha          | DNQ       |      |
| DNQ  | Anton Mang          | Kawasaki        | DNQ       |      |
| DNQ  | Patrick Pons        | Yamaha          | DNQ       |      |
| DNQ  | Ray Quincey         | Yamaha          | DNQ       |      |
| DNQ  | Adelio Faccioli     | Yamaha          | DNQ       |      |
| DNQ  | Giancarlo Pelatti   | Yamaha          | DNQ       |      |
| DNQ  | Reino Eskelinen     | Yamaha          | DNQ       |      |
| DNQ  | Vanes Francini      | Yamaha          | DNQ       |      |
| DNQ  | Giovanni Proni      | Yamaha          | DNQ       |      |
| DNQ  | Walter Villa        | Harley-Davidson | DNQ       |      |
| DNQ  | Bruno Kneubühler    | Yamaha          | DNQ       |      |
| DNQ  | Alejandro Alemán    | Yamaha          | DNQ       |      |
| DNQ  | Sergio Pellandini   | Yamaha          | DNQ       |      |
| DNQ  | Pietro Bonera       | Yamaha          | DNQ       |      |
| DNQ  | Remo Bianconcini    | Yamaha          | DNQ       |      |
| DNQ  | Giorgio Avveduti    | Yamaha          | DNQ       |      |
| DNQ  | Moreno Pescucci     | Yamaha          | DNQ       |      |
| DNQ  | Leif Gustafsson     | Yamaha          | DNQ       |      |
| DNQ  | José Cecotto        | Yamaha          | DNQ       |      |

## Resultados 250cc[1]
| Pos. | Piloto              | Moto            | Tiempo    | Pts. |
| ---- | ------------------- | --------------- | --------- | ---- |
| 1    | Kork Ballington     | Kawasaki        | 50' 23" 4 | 15   |
| 2    | Gregg Hansford      | Kawasaki        | +0" 0     | 12   |
| 3    | Franco Uncini       | Yamaha          | +51" 0    | 10   |
| 4    | Tom Herron          | Yamaha          | +1' 11" 0 | 8    |
| 5    | Patrick Fernandez   | Yamaha          | +1' 14" 9 | 6    |
| 6    | Mario Lega          | Morbidelli      | +1' 15" 0 | 5    |
| 7    | Olivier Chevallier  | Yamaha          | +1' 21" 0 | 4    |
| 8    | Raymond Roche       | Yamaha          | +1' 21" 7 | 3    |
| 9    | Jean-François Baldé | Kawasaki        | +1' 57" 8 | 2    |
| 10   | Sadao Asami         | Yamaha          | +1' 57" 8 | 1    |
| 11   | Anton Mang          | Kawasaki        | +2' 12" 2 |      |
| 12   | Sauro Pazzaglia     | Yamaha          | +2' 13" 6 |      |
| 13   | John Dodds          | Yamaha          | +1 Vuelta |      |
| 14   | Franco Solaroli     | Yamaha          | +1 Vuelta |      |
| 15   | Vic Soussan         | Yamaha          | +1 Vuelta |      |
| 16   | Giuseppe Consalvi   | Yamaha          | +1 Vuelta |      |
| 17   | Franco Marcheggiani | Yamaha          | +1 Vuelta |      |
| 18   | Massimo Matteoni    | Yamaha          | +1 Vuelta |      |
| 19   | Erasmo di Giacinto  | Yamaha          | +1 Vuelta |      |
| Ret  | Kenny Roberts       | Yamaha          | Ret       |      |
| Ret  | Pentti Korhonen     | Yamaha          | Ret       |      |
| Ret  | Guy Bertin          | Yamaha          | Ret       |      |
| Ret  | Christian Estrosi   | Yamaha          | Ret       |      |
| Ret  | Leif Gustafsson     | Yamaha          | Ret       |      |
| Ret  | Raffaele Palatiello | Yamaha          | Ret       |      |
| Ret  | Vanes Francini      | Yamaha          | Ret       |      |
| Ret  | Adelio Faccioli     | Yamaha          | Ret       |      |
| Ret  | Philippe Bouzanne   | Yamaha          | Ret       |      |
| Ret  | Jon Ekerold         | Yamaha          | Ret       |      |
| Ret  | Walter Villa        | Harley-Davidson | Ret       |      |
| DNQ  | Giancarlo Pelatti   | Yamaha          | DNQ       |      |
| DNQ  | Peter Baláž         | Yamaha          | DNQ       |      |
| DNQ  | Alfio Micheli       | Yamaha          | DNQ       |      |
| DNQ  | Giovanni Proni      | Yamaha          | DNQ       |      |
| DNQ  | Josef Hage          | Japol           | DNQ       |      |
| DNQ  | Carlos Lavado       | Yamaha          | DNQ       |      |
| DNQ  | Germano Zanetti     | Yamaha          | DNQ       |      |
| DNQ  | Romeo De Martin     | Yamaha          | DNQ       |      |
| DNQ  | Ángel Nieto         | Yamaha          | DNQ       |      |
| DNQ  | De Nicole           | Yamaha          | DNQ       |      |
| DNQ  | Roland Freymond     | Yamaha          | DNQ       |      |

## Resultados 125cc
La carrera del cuarto de litro, el duelo previsto entre Eugenio Lazzarini y Pier Paolo Bianchi se frustró rápidamente, ya que el actual campeón del mundo se vio obligado al abandono en la tercera vuelta por fallo mecánico. No obstante, en esta carrera, el dominador sería el francés Thierry Espié que rodó en cabeza quince vueltas, aunque se viera rezagado al fallarle los frenos y quedaría relegado hasta la última vuelta hasta la cuarta plaza.
| Pos. | Piloto                 | Moto       | Tiempo    | Pts. |
| ---- | ---------------------- | ---------- | --------- | ---- |
| 1    | Eugenio Lazzarini      | MBA        | 46' 25" 1 | 15   |
| 2    | Maurizio Massimiani    | Morbidelli | +26" 2    | 12   |
| 3    | Harald Bartol          | Morbidelli | +29" 1    | 10   |
| 4    | Thierry Espié          | Motobécane | +29" 3    | 8    |
| 5    | Per-Edvard Carlsson    | Morbidelli | +49" 3    | 6    |
| 6    | Hans Müller            | Morbidelli | +54" 7    | 5    |
| 7    | Ángel Nieto            | Bultaco    | +1' 18" 6 | 4    |
| 8    | Jean-Louis Guignabodet | Morbidelli | +1' 27" 5 | 3    |
| 9    | Stefan Dörflinger      | Morbidelli | +1' 39" 3 | 2    |
| 10   | Enrico Cereda          | Morbidelli | +1' 48" 9 | 1    |
| 11   | Bruno Vasetti          | Morbidelli | +2' 05" 9 |      |
| 12   | Italo Zerbini          | Morbidelli | +3' 46" 9 |      |
| 13   | Ermanno Giuliano       | Morbidelli | +1 Vuelta |      |
| 14   | Riccardo Russo         | Morbidelli | +1 Vuelta |      |
| 15   | Iván Palazzese         | Morbidelli | +1 Vuelta |      |
| 16   | Aldo Pero              | Morbidelli | +1 Vuelta |      |
| 17   | Julien van Zeebroeck   | Morbidelli | +1 Vuelta |      |
| 18   | Yves Dupont            | Morbidelli | +1 Vuelta |      |
| 19   | Laurent Gomis          | Morbidelli | +1 Vuelta |      |
| 20   | François Granon        | Morbidelli | +1 Vuelta |      |
| 21   | Claudio Granata        | MBA        | +1 Vuelta |      |
| Ret  | Felice Agostini        | Morbidelli | Ret       |      |
| Ret  | Claudio Lusuardi       | Morbidelli | Ret       |      |
| Ret  | Pierluigi Conforti     | MBA        | Ret       |      |
| Ret  | Maurizio Musco         | Morbidelli | Ret       |      |
| Ret  | Guido Valli            | Aspes      | Ret       |      |
| Ret  | Matti Kinnunen         | Morbidelli | Ret       |      |
| Ret  | Karl Fuchs             | Morbidelli | Ret       |      |
| Ret  | Thierry Noblesse       | Morbidelli | Ret       |      |
| Ret  | Pier Paolo Bianchi     | Minarelli  | Ret       |      |
| DNQ  | Alberto Ieva           | Morbidelli | DNQ       |      |
| DNQ  | Peter Baláž            | Yamaha     | DNQ       |      |
| DNQ  | Luigi Schiavone        | Morbidelli | DNQ       |      |
| DNQ  | Fabrizio Frollani      | Morbidelli | DNQ       |      |
| DNQ  | Benga Johansson        | Morbidelli | DNQ       |      |
| DNQ  | Silvano Bertarelli     | Morbidelli | DNQ       |      |
| DNQ  | Rino Pretelli          | Morbidelli | DNQ       |      |
| DNQ  | Guido Mancini          | Morbidelli | DNQ       |      |
| DNQ  | Germano Zanetti        | Morbidelli | DNQ       |      |
| DNQ  | Rafael Olavarria       | Morbidelli | DNQ       |      |
| DNQ  | Rolf Blatter           | Morbidelli | DNQ       |      |
| DNQ  | Patrick Plisson        | Morbidelli | DNQ       |      |

## Resultados 50cc
Segundo triunfo de Ricardo Tormo de la temporada, tras una cerrada pugna con el francés Patrick Plisson. La pronta retirada de Eugenio Lazzarini facilitó bastante las cosas al español, cuya Bultaco fue la moto más potente de la carrera.
| Pos. | Piloto               | Moto       | Tiempo     | Pts. |
| ---- | -------------------- | ---------- | ---------- | ---- |
| 1    | Ricardo Tormo        | Bultaco    | 30' 39" 4  | 15   |
| 2    | Patrick Plisson      | ABF        | +2" 1      | 12   |
| 3    | Julien van Zeebroeck | Kreidler   | +19" 4     | 10   |
| 4    | Rolf Blatter         | Kreidler   | +19" 7     | 8    |
| 5    | Stefan Dörflinger    | Kreidler   | +20" 0     | 6    |
| 6    | Aldo Pero            | Kreidler   | +20" 2     | 5    |
| 7    | Wolfgang Müller      | Kreidler   | +37" 3     | 4    |
| 8    | Alberto Ieva         | Morbidelli | +51" 9     | 3    |
| 9    | Salvatore Monreale   | UFO        | +54" 7     | 2    |
| 10   | Pierre Dumont        | Kreidler   | +1' 11" 8  | 1    |
| 11   | Daniel Corvi         | Kreidler   | +1' 12" 4  |      |
| 12   | Claudio Lusuardi     | Bultaco    | +1' 16" 5  |      |
| 13   | Enrico Cereda        | UFO        | +1' 39" 0  |      |
| 14   | Hagen Klein          | Kreidler   | +1 giro    |      |
| 15   | Claudio Granata      | UFO        | +1' 55" 6  |      |
| 16   | Charles Dumont       | Kreidler   | +2' 30" 5  |      |
| 17   | Gianni Ribuffo       | Bacchilega | +2' 38" 2  |      |
| 18   | Renzo Fabbri         | Silvestri  | +1 Vuelta  |      |
| 19   | Mario Nanetti        | Derbi      | +1 Vuelta  |      |
| 20   | Silvano Bertarelli   | MTK        | +1 Vuelta  |      |
| 21   | Eugenio Lazzarini    | Kreidler   | +3 Vueltas |      |
| Ret  | Ingo Emmerich        | Kreidler   | Ret        |      |
| Ret  | Carlo Mollo          | Kreidler   | Ret        |      |
| Ret  | Luigi Rinaudo        | Tomos      | Ret        |      |
| Ret  | Sergio Zattoni       | Kreidler   | Ret        |      |
| Ret  | Jacky Hutteau        | Kreidler   | Ret        |      |
| Ret  | Ezio Mischiatti      | TGM        | Ret        |      |
| Ret  | Guido Mancini        | Iprem      | Ret        |      |
| Ret  | Thierry Noblesse     | Morbidelli | Ret        |      |
| Ret  | Giorgio Paci         | Derbi      | Ret        |      |
| Ret  | Rudolf Kunz          | Kreidler   | Ret        |      |
| DNQ  | Theo Timmer          | Kreidler   | DNQ        |      |
| DNQ  | Bruno di Carlo       | Kreidler   | DNQ        |      |
| DNQ  | Günter Schirnhofer   | Kreidler   | DNQ        |      |
| DNQ  | Ramón Galí           | Bultaco    | DNQ        |      |
| DNQ  | Luigi Schiavone      | Morbidelli | DNQ        |      |
| DNQ  | Giorgio Macchiavelli | UFO        | DNQ        |      |